# 卡齐米日·阿达赫
卡齐米日·阿达赫（波蘭語：Kazimierz Adach，1957年5月9日—），波兰男子拳击运动员。他曾代表波兰参加1980年夏季奥林匹克运动会拳击比赛，获得男子60公斤级铜牌。